# Paradrymonia campostyla
Paradrymonia campostyla är en tvåhjärtbladig växtart som först beskrevs av Leeuwenb., och fick sitt nu gällande namn av Wiehler. Paradrymonia campostyla ingår i släktet Paradrymonia och familjen Gesneriaceae. Inga underarter finns listade i Catalogue of Life.